# Wasser-Abrasiv-Suspensions-Strahlschneiden
Der Wasser-Abrasiv-Suspensions-Strahl, kurz WASS, ist eine technische Ausführung des Wasserabrasiv-Strahls, welcher zum sogenannten Wasserstrahlschneiden eingesetzt wird. Er ist abzugrenzen vom Wasser-Abrasiv-Injektor-Strahl (WAIS).

## Geschichte
Bereits im Jahr 1924 wurde eine technische Anordnung der Erfinder Jakob Maurer und Heinrich Friedrich Jakobsen patentiert, bei der ein Werkzeug für das Schleifen und Bohren von Zähnen beschrieben wird. Zum Einsatz kommt dabei gemäß Patentbeschreibung ein Preßwasser mit Schleifmittelzugabe. Diese Technologie war in Bezug auf das eingesetzte Druckniveau zwar begrenzt, aber die Art der Strahlgenerierung entsprach bereits dem WASS-Prinzip.

## Technische Grundlagen des Wasser-Abrasiv-Suspensions-Strahlschneidens
Der Wasser-Abrasiv-Suspensions-Strahl (WASS) ist im Gegensatz zum Wasser-Abrasiv-Injektor-Strahl (WAIS, siehe Abrasivschneiden) dadurch gekennzeichnet, dass Strahlmittel und Wasser vermischt unter Druck stehen. Im Gegensatz zum WAIS enthält der Strahl keine Luft.
Bei der Entwicklung von WASS sind drei verschiedene Arten der Beimischungen von Abrasivmittel zum Wasser untersucht worden bzw. bekannt.
1. Mischung der Suspension (= Wasser-Abrasivmittel-Gemisch) bei Umgebungsdruck und das direkte Pumpen durch eine Düse (Siehe Abbildung „Direktes Pumpen“). Es werden zum Beispiel Membranpumpen eingesetzt. Die Methode hat bisher keine wirtschaftliche Bedeutung erlangt wegen des hohen abrasiven Verschleißes der Pumpe.

1. Indirektes Unter-Druck-Setzen einer vorgemischten Suspension (Siehe Abbildung „Indirektes Pumpen“): Wasser wird unter Druck gesetzt und treibt einen Kolben in einem Druckbehälter an. Dieser drückt die vorgemischte Suspension aus einem Hochdruckvorratsbehälter und beschleunigt die Suspension dann in der Düse.

1. Zumischung mittels Bypass (Siehe Abbildung „Bypass-Prinzip“): In der Pumpe wird lediglich Wasser unter Druck gesetzt. Ein Teil des Wassers wird durch einen Bypass zu einem Hochdruckbehälter geleitet, der vorher unter Umgebungsdruck mit Strahlmittel befüllt wurde. Der andere Teil fließt im sogenannten Hauptstrom am Druckbehälter vorbei und reißt Abrasivmittel mit. Wenn der Abrasivmittelanteil im Behälter verbraucht ist, muss der Prozess unterbrochen werden, das System wird entlastet, um den Behälter neu mit Abrasivmittel befüllen zu können.

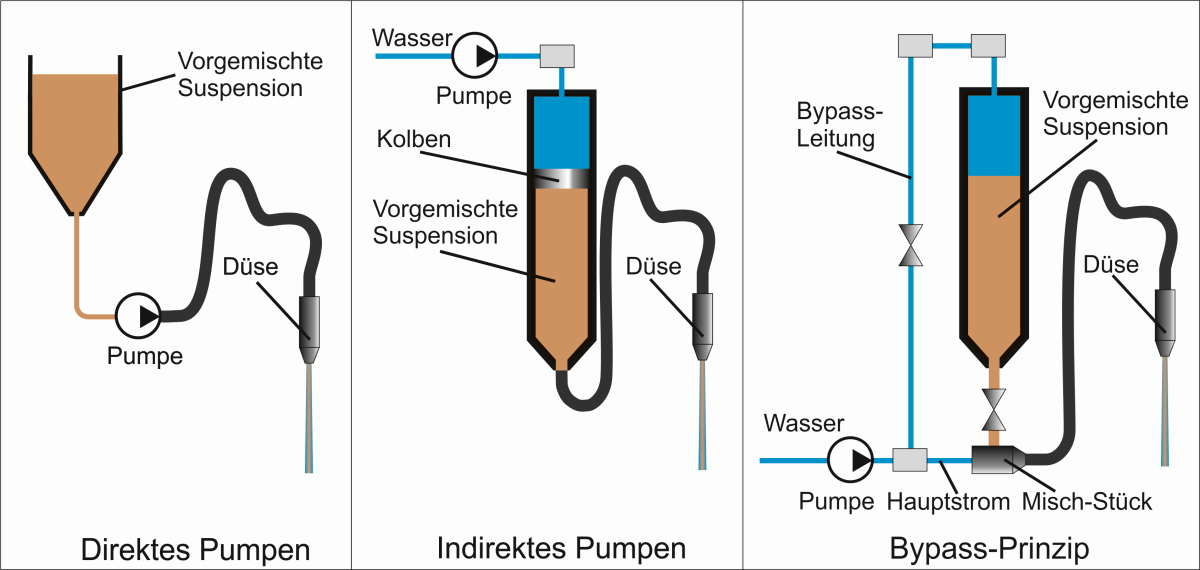
Wasser-Abrasiv-Suspensionsstrahlschneiden: Drei verschiedene Arten der Beimischung von Abrasivmittel zum Wasser

Um die Unterbrechung des Schneidprozesses zu vermeiden, sind folgende Methoden bekannt:
1. Es werden zwei Druckbehälter mit einem Dreiwegehahn im sogenannten Pendelbetrieb umgeschaltet[5]. Somit steht bei verbrauchtem Abrasivmittel in einem Behälter der andere bereits wieder befüllte Behälter zur Verfügung. Der Schneidprozess muss nur kurz zum Umschalten unterbrochen werden.[6][7]
2. Der Druckbehälter wird über ein Schleusen-System während des Betriebs und ohne die Notwendigkeit der Druckabsenkung mit Abrasivmittel befüllt.

Die potentielle Energie (Druck) wird in der Düse in kinetische Energie (Geschwindigkeit) umgewandelt. Dabei werden auch die Abrasivmittelkörner beschleunigt. Da beim WASS nur zwei Komponenten (Wasser und Abrasivmittel) vorhanden sind, erfolgt die Beschleunigung der Abrasivmittelkörner durch das Wasser mit höherer Effizienz als bei WAIS, bei dem auch Luft gefördert wird. Die Abrasivmittelkörner werden bei gleicher hydraulischer Leistung des Systems beim WASS schneller als beim WAIS. Daher kann mit dem WASS vergleichsweise tiefer bzw. schneller geschnitten werden.

## Wasser-Abrasiv-Suspensionsstrahl-Schneidystem mit kontinuierlicher Abrasivmittelzufuhr
Ein Schleusenverfahren ermöglicht eine kontinuierliche Zufuhr des Abrasivmittels (ohne Luftzufuhr) in den unter Druck stehenden Hochdruckbehälter über einen Zwischenbehälter.
Der eigentliche Hochdruckbehälter mit der vorgemischten Suspension wird füllstandüberwacht. Ist der Füllstand auf ein vordefiniertes unteres Level abgefallen, wird über ein Ventil aus dem unter dem gleichen Druck stehenden Zwischenbehälter Suspension (Wasser-Abrasivmittel) zugeführt. Ist der Zwischenbehälter entleert, werden das Ventil sowie die Hochdruck-Wasserzuleitung geschlossen und der Zwischenbehälter wird druckentlastet.
Nun wird ein Kugelhahn geöffnet, und die Nachfüll-Wasser-Abrasivmittel-Suspension fließt in den Zwischenbehälter. Dieser wird nach dem Schließen des Kugelhahns wieder über die Wasser-Hochdruckleitung unter Hochdruck gesetzt, sodass bei erneutem Füllstandsabfall im Hochdruckbehälter wieder Suspension zugeführt werden kann. In diesem Druckbehälter kommt es dann zu einer weiteren Mischung zwischen Wasser und Abrasivmittel-Suspension.
Das Wasser spült das Abrasivmittel aus dem Hochdruckbehälter mit heraus und führt es bis zur Schneiddüse aus Hartmetall, wo es zum Schneiden austritt.

## Schneidführungssysteme für den Wasser-Abrasiv-Suspensionsstrahl
Durch die oben beschriebenen Eigenschaften des Wasser-Abrasiv-Suspensionsstrahls sind zahlreiche unterschiedliche Schneidführungssysteme einsetzbar.

### Mobile Schneidführungssysteme
Mobile Schneidführungssysteme werden für Schneidvorgänge an wechselnden Einsatzorten eingesetzt und eignen sich insbesondere auch für ferngesteuerte Schneidvorgänge aus größerer Entfernung sowie in Gefahrbereichen.

#### Manipulatoren

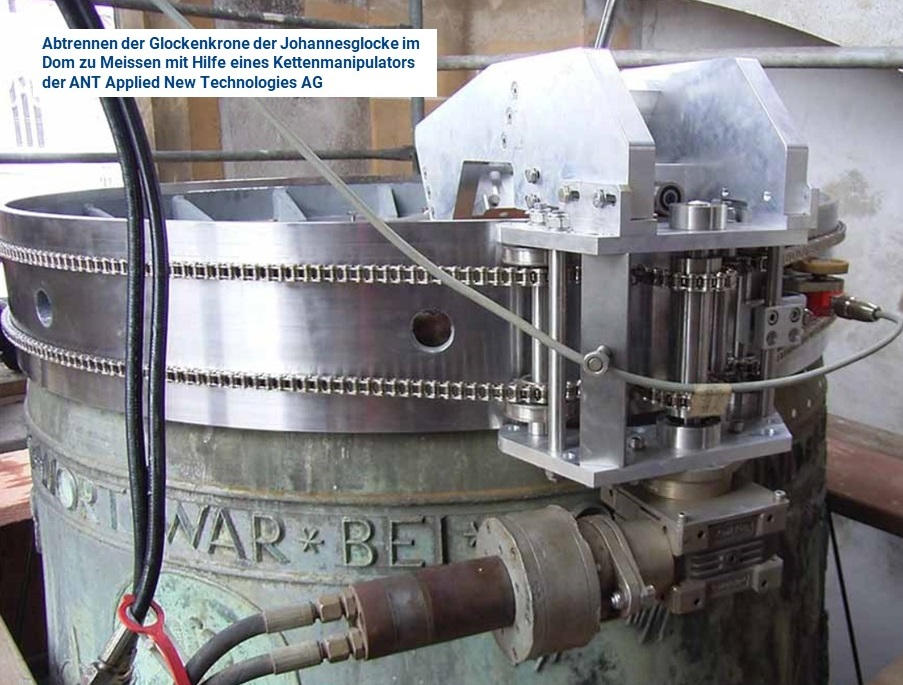
Kettenmanipulator montiert an einer Kirchturmglocke, um die Glockenkrone abzutrennen

Ein Manipulator ist in der Robotik das Gerät, das die physikalische Interaktion mit der Umgebung ermöglicht, also der bewegliche Teil des Roboteraufbaus, der die mechanische Arbeit des Roboters durchführt.
Im Prinzip ist der Manipulator der Teil, den man gewöhnlich mit einem Industrieroboter assoziiert. Für die WASS-Schneidführung in mobilen Einsatzbereichen sind spezielle Manipulatoren notwendig, die je nach Anforderung an den Schnitt und die individuell unterschiedlichen Zugangsbedingungen zum Schneidort unterschiedlichen Funktionalitäten und Größen haben können.

#### Schneidtische für den mobilen Einsatz
Bei Schneidtischen für den mobilen Einsatz handelt es sich um technische Anordnungen, welche als modulares Baukastensystem zusammenbaubar sind und somit erst am Einsatzort (zum Beispiel am Fundort einer zu entschärfenden Blindgänger-Bombe) installiert werden. Je nach Anforderung an die auszuführende Schneidbahn kommen 2-Achsen- bzw. 3-Achsen-Schneidtische zum Einsatz. Da diese Systeme erst zum Einsatzort transportiert werden müssen, spielen ein leichtes Gewicht und ein einfacher Zusammenbau eine entscheidende Rolle. Da gegebenenfalls ein Sicherheitsabstand des Systembedieners zum Schneidort eingehalten werden muss, können solche mobilen Schneidtische auch als fernhantierte Varianten ausgeführt werden.

#### Downhole Cutting Heads (DCHs)
Für den Rückbau von Offshore Strukturen gelten besondere gesetzliche Vorschriften. So müssen Rohre unterhalb des Meeresbodens zurückgebaut werden. Sogenannte Downhole Cutting Heads (DCHs) können über ein Umbilical (Versorgungskabel) von einer Arbeitsplattform in zu schneidende Rohre eingeführt werden. Am Zielort angekommen, verklemmen sie sich und erzeugen einen 360-Grad Schnitt und trennen so das Rohr unterhalb des Meeresbodens ab. Der DCH wird aus dem Rohr herausgezogen und im Anschluss ist das Herausziehen des Rohres möglich.
Geschnitten werden können Rohre in Wassertiefen bis zu 150 m von 7" bis 72" (ca. 18 bis 180 cm) Durchmesser, wobei Wandstärken bis zu 20" (ca. 50 cm) bearbeitet werden können.

#### ROV-basierte Schneidführungssysteme
Falls die Zugänglichkeit von zu schneidenden Objekten aus Sicherheitsgründen schon bei der Vorbereitung eines Schneidvorgangs nicht geboten ist (Beispiel: Autobombe oder „herrenloser Koffer“ am Flughafen), dann können in diesem Fall die notwendigen Schneidführungssysteme durch ein Remote-Operated-Vehicle (ROV) zum Einsatzort gebracht werden. Das ROV ist dann sowohl mit dem Schneidsystem als auch mit dem notwendigen Schneidführungssystem ausgestattet und kann vollständig ferngesteuert bedient werden.

### Stationäre Schneidführungssysteme

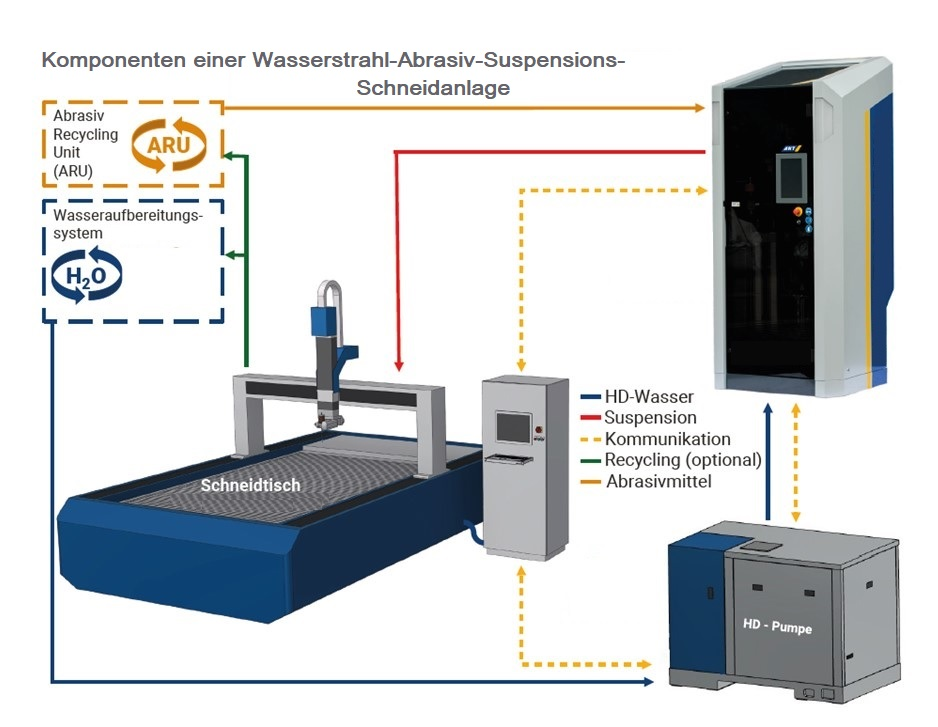
Schneidtisch als Komponente einer stationären Wasser-Abrasiv-Suspensionsstrahl (WASS) Schneidanlage

Stationäre Schneidführungssysteme werden vor allem in der bearbeitenden Industrie und in der industriellen Fertigung eingesetzt. Die meisten Anlagen sind Reinwasser- und WAIS-Systeme, sie können jedoch zur Wasser-Abrasiv-Suspensionsstrahl-Schneidanlage um- bzw. aufgerüstet werden.

#### Komponenten einer stationären Anlage
Für den stationären Einsatz (Wasserstrahlschneidemaschine) kommen für die Schneidführung zum Beispiel Schneidtische (X-Y-Bewegungseinheit) zum Einsatz. Die Schneidanlagen können über einen oder mehrere Schneidköpfe/Düsenhalter verfügen. Es gibt Schneidtische mit unterschiedlichen Funktionalitäten und Bauweisen, auch können zusätzliche Bewegungsachsen vorhanden sein, beispielsweise 2D-, 2,5D- oder 3D-Bearbeitung.
Auch Industrieroboter könnten bei entsprechender Anpassung der Steuerung als Schneidführungssystem verwendet werden.

## Nachhaltigkeit durch verbesserte Recyclingfähigkeit des eingesetzten Abrasivmittels
Wasserstrahl-Schneidmaschinen verfügen oft über eine Wasser- und Abrasivmittelaufbereitung. Das Wasser kann dann im Kreislauf genutzt werden. Das Abrasivmittel kann nach der Reinigung (Entfernung des Fugenaustrag-Materials) und nach einer Siebung und Korngrößenklassierung wieder für das Wasserabrasivstrahlverfahren genutzt werden (Recycling).
Im Gegensatz zu WAIS wird das Abrasivmittel beim WASS in feuchtem oder nassem Zustand in den Druckbehälter eingebracht. Die notwendige technische Voraussetzung beim WAIS, dass das Abrasivmittel in trockener und rieselfähiger Form vorliegen muss, entfällt.
Dadurch ergeben sich beim Recycling Abrasivmittels Energiesparpotentiale. Die Trocknung (hoher Energieaufwand) entfällt. Die Aufbereitung des Abrasivmittel-Reststoffs ist an der Maschine möglich.

## Anwendungsgebiete

### Industrielle Fertigung

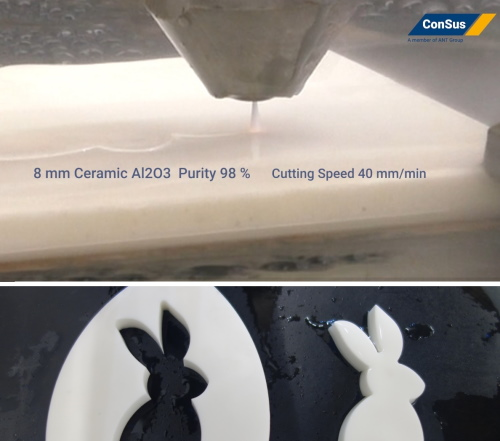
Bearbeitung von 8 mm dicker Al_{2}O_{3}-Keramik (98 %), Bearbeitungsgeschwindigkeit 40 mm/min

Bereits in den 1990er Jahren wurde das Wasser-Abrasiv-Suspensionsstrahl-Schneiden vereinzelt bei der Bearbeitung von metallischen und nichtmetallischen Platten eingesetzt. Es waren oftmals Eigenbauten.
Die WASS-Technologie wird insbesondere bei der Anfertigung von Teilen aus schwer zu bearbeitenden Werkstoffen genutzt oder bei großer Schnitttiefe bzw. bei Schneidaufgaben mit notwendigem geringen Schneidstrahl-Durchmesser oder bei denen Funkenbildung vermieden werden muss.
Eine Wasser-Abrasiv-Suspensionsstrahl-Schneidanlage bietet folgende Vorteile gegenüber WAIS-Anlagen:
- harte Materialien mit bis zu 1 m Materialstärke können durchtrennt werden
- höhere Schneidgeschwindigkeit im Vergleich zu WAIS[27]
- geringerer Energieverbrauch und Verschleiß aufgrund des gegenüber WAIS geringeren Drucks von 1.500 bar
- reduzierte Geräusch- und Partikelemissionen
- energieeffizientes Recycling von 80 % des Abrasivs, direkte Wiederverwendung ohne Trocknung

Mit einem Wasser-Abrasiv-Suspensionsstrahl-System, das den unterbrechungsfreien Einsatz der WASS-Technologie in der industriellen Fertigung ermöglicht, können bisherige Nachteile vermieden werden.

#### Schnittspalt

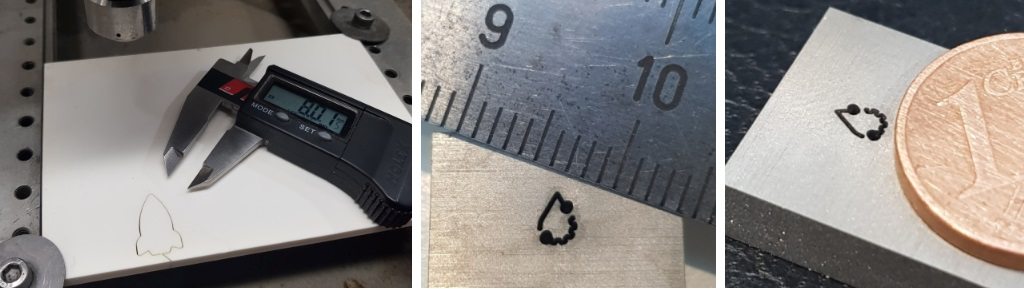
Beispiele für das Schneiden mit schmalem Schnittspalt

Mit WASS werden Strahldurchmesser ab 200 Mikrometer eingesetzt. Dadurch besteht die Möglichkeit, feine Schnitte ähnlich denen beim Drahterodieren zu erzielen, wobei die elektrische Leitfähigkeit keine Voraussetzung ist.

### Zerlegung von Komponenten in Kernkraftwerken
Der Wasser-Abrasiv-Suspensionsstrahl wurde bereits in einer frühen Erprobung im Versuchsatomkraftwerk Kahl bezüglich seiner Anwendungsmöglichkeit und -zuverlässigkeit bei der Zerlegung dickwandiger Komponenten unter Wasserabdeckung eingesetzt. Die Ergebnisse der dort vorgenommenen Schneideinsätze haben dann in der Folge zu weiteren Anwendungen beim Rückbau von kerntechnischen Anlagen in Europa geführt. Vorteilhaft erweist sich hierbei auch, dass durch die mögliche ferngesteuerte Bedienung und räumliche Trennung der mobilen Schneidführungssysteme von den übrigen zentralen Komponenten der WAS-Anlage nur wenige Bestandteile durch radioaktive Strahlung kontaminiert werden können. Da es durch die Wasserabdeckung und das aus der Schnittfuge reflektierende Abrasivmittel zu einer raschen Eintrübung des umgebenden Wassers und somit zu einer schlechten visuellen Überwachung des Schneidvorgangs kommt, wurden speziell für diesen Anwendungsbereich sensorische Monitoring-Geräte und -Prozesse entwickelt, die nun auch im maritimen Unterwassereinsatz genutzt werden können.

### Bomben-Entschärfung

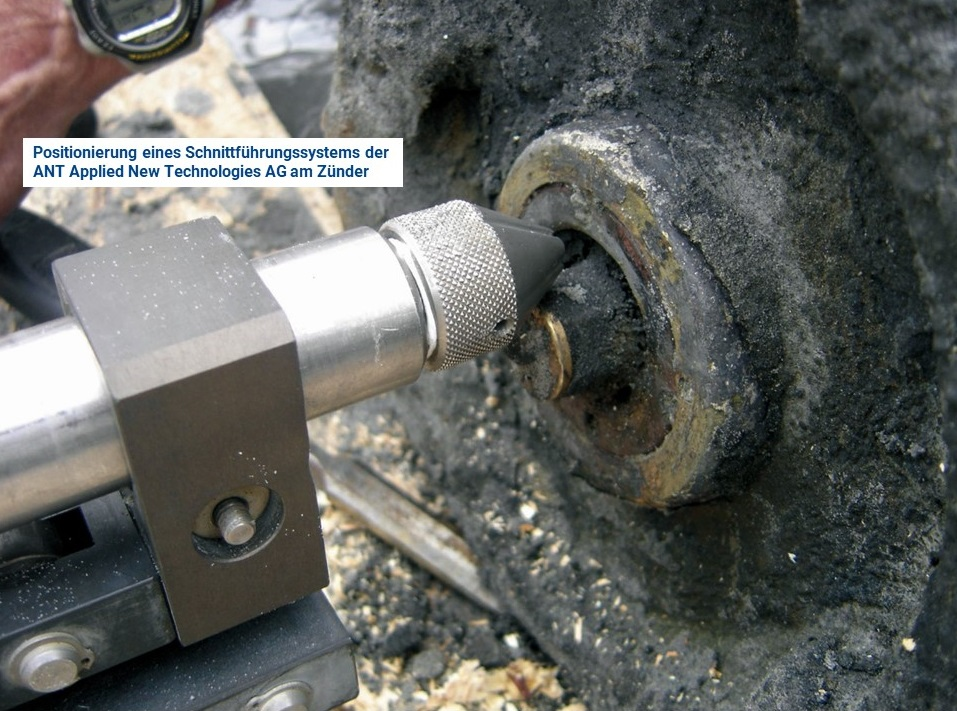
Positionierung des Schnittführungssystems zum Herausschneiden eines Zünders

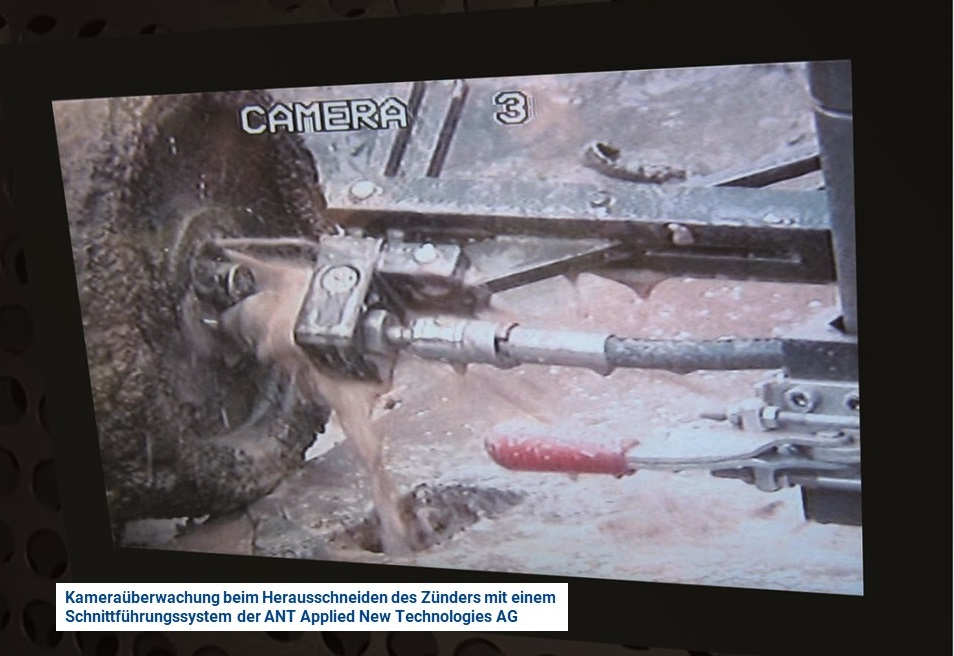
Bombenentschärfung: Herausschneiden eines Zünders

Bei Einsätzen des Kampfmittelräumdienstes (Kampfmittelbeseitigung) kommt es immer wieder zu Situationen, bei denen der Zünder von zu entschärfenden Blindgängern mit den zur Verfügung stehenden Standardwerkzeugen gar nicht oder nur mit einem inakzeptablen Risiko aus der Bombe zu entfernen wäre. Unter diesen Einsatzbedingungen kann mittels eines mobilen, fernhantierten Wasser-Abrasiv-Suspensionsstrahls ein sicherer Zugang zum Zünder freigeschnitten werden.
Es werden Bomben, Granaten, improvisierte Sprengsätze wie z. B. Rohrbomben, Kofferbomben, Gasflaschen, sowie auch Autobomben entschärft. Die Schnittführungssysteme können mobil am Einsatzort aufgebaut und aus bis zu 500 m Entfernung gesteuert werden. Auch robotergesteuerte Fernhantierungswerkzeuge, welche mittels eines remote operated vehicles (ROV) an den Einsatzort gelangen, sind bekannt.
Einige Flughafen-Sicherheitsdienste sind mit Wasser-Abrasiv-Suspenionsstrahl-Systemen, welche auf ROVs installiert sind, ausgestattet. Verlassene bzw. verdächtige Gepäckstücke können aus einer sicheren Position und nach Absperrung des potentiellen Gefahrenbereiches angesteuert und zur Überprüfung aufgeschnitten werden. Da keine Kenntnis über den Inhalt eines solchen Gepäckstückes vorliegt, ist der Wasser-Abrasiv-Suspensionsstrahl besonders geeignet, da alle Materialarten damit geschnitten werden können.

### Rückbau von Offshore-Anlagen

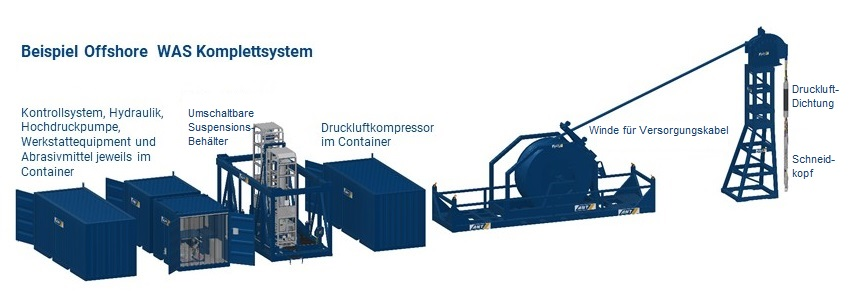
Komponenten einer Offshore Wasser-Abrasiv-Suspensionsstrahl-Schneidanlage (WASS)

Bei der Zerlegung dickwandiger Komponenten maritimer Bauwerke, welche aus Stahl oder z. B. Stahl und Beton bestehen, kann WASS eingesetzt werden. Die Zufuhr der Strahlkomponenten mittels Hochdruckleitungen von den druckaufbauenden Systembestandteilen oberhalb der Wasserlinie (von einem Schiff oder von der Bohrplattform aus) zu den jeweiligen Unterwasser-Einsatzorten ist ein Vorteil. Im Gegensatz zu Sägen und ähnlichen Schneidwerkzeugen kann der Wasser-Abrasiv-Suspensionsstrahl während des Schneidens nicht verklemmen oder stecken bleiben. Das Wasser-Abrasiv-Suspensionsstrahl-System kann dabei mittels ferngesteuerter Handhabungssysteme, aber auch als handgeführtes System durch Taucher genutzt werden. Insbesondere das Durchschneiden von Rohren im Bohrloch und Plattform-Pfeilern von innen mittels eines WAS-Schneidwerkzeugs ist ein typischer Einsatzbereich beim Rückbau von Offshore-Anlagen zur Öl- und Gasförderung.
Die Sockelbestandteile von Offshore-Windkraftanlagen werden aufgrund der Turmhöhen und der durch die Rotorblätter eingeleiteten Kräfte entsprechend groß dimensioniert. Bei der Zerlegung von solchen Bauwerken über und unter der Wasserlinie (zu Reparaturzwecken oder bei Lebensdauerende) sind auch hier Schneidwerkzeuge notwendig, die sowohl bezüglich der vorliegenden Materialstärke als auch bezüglich des etwaigen Materialmixes (Stahl und Beton) eingesetzt werden können.

### Spezialanwendungen

#### Freischneiden einer festgeklemmten Tunnelvortriebsmaschine
Im Jahr 2015 konnte auf einer Baustelle in Karlsruhe das Stahlschild der Tunnelvortriebsmaschine „Giulia“, welches sich mit einer 1,20 Meter starken Bohrpfahlwand verklemmt hatte, mittels Wasser-Abrasiv-Suspensionsstrahl freigeschnitten werden. Dabei wurde das mobil eingesetzte WAS-System am Einsatzort um die notwendigen Handhabungskomponenten ergänzt.

#### Rückbau von Raketenschächten
Im Rahmen des START 1-Abrüstungsprogrammes zwischen den Atommächten Sowjetunion und USA wurde am 31. Juli 1991 eine Verringerung des Bestandes an Langstreckenraketen, welche mit atomaren Sprengköpfen bestückt waren bzw. werden konnten, vertraglich festgelegt. Nach dem Zerfall der Sowjetunion sind Russland, Weißrussland, Kasachstan und Ukraine als defacto Atommächte Vertrags-Nachfolger geworden. Neben der Zerstörung des entsprechenden Raketenbestandes selbst wurden auch die zugehörigen Abschussvorrichtungen (Abschuss-Schächte) in den Abrüstungsvertrag mit einbezogen und diese wurden daher auch durch Zerlegung der Komponenten unbrauchbar gemacht. Das Schneiden der dickwandigen Komponenten aus einem Materialmix an einer ausgewählten Anzahl von Schächten in der Ukraine erfolgte dabei mittels der WASS-Technik. Im Auftrag für das deutsche Verteidigungsministerium wurden die Schneidarbeiten überwacht und durchgeführt.

#### Reparaturarbeiten an einer Kirchturmglocke

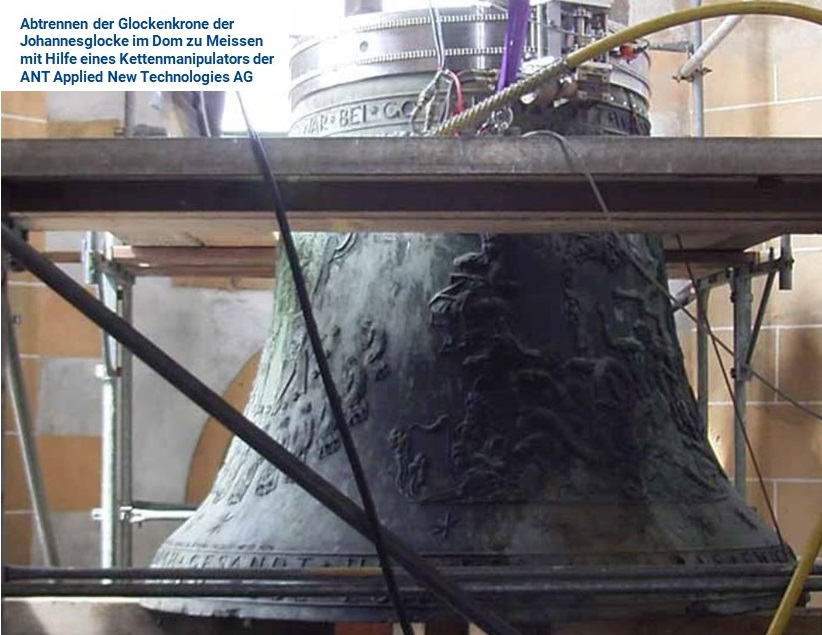
Reparatur der Kirchturmglocke im Dom zu Meißen

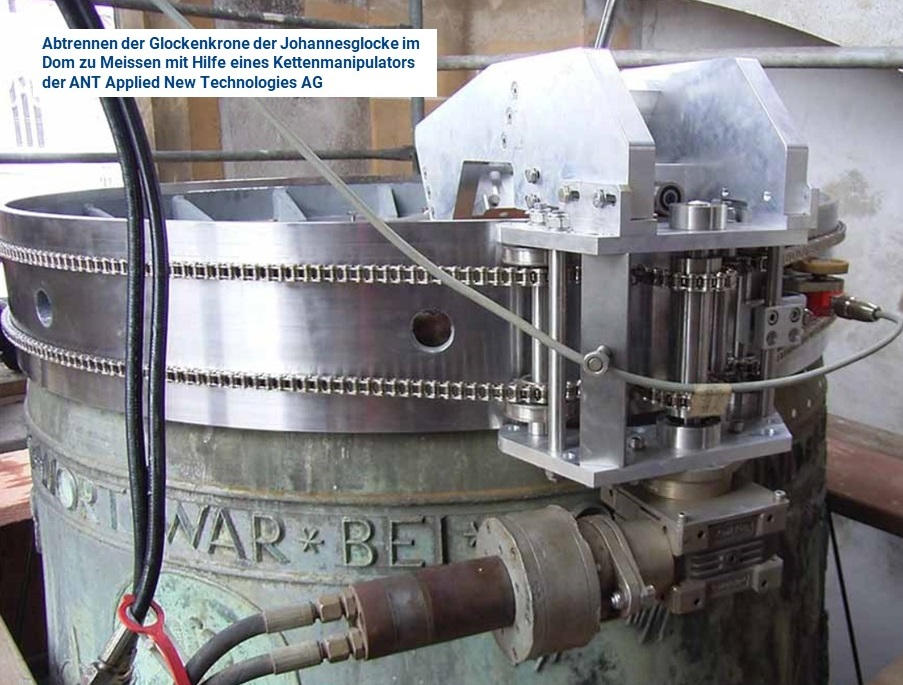
Kettenmanipulator, montiert an der Glockenkrone

Wegen der Notwendigkeit eines lokalen Schneideinsatzes in einem Kirchturm und der großen Materialstärke des zu durchtrennenden Bereiches am Verbindungsteil der Kirchturmglocke zur Aufhängung, wurde beim Einsatz im Jahr 2010 die Wasser-Abrasiv-Suspensions-Technik als Schneidwerkzeug ausgewählt.
Neben den flexiblen und mobilen Handling-Systemen, war die Möglichkeit, einen Großteil der technischen Ausrüstung, wie z. B. die Pumpe und die Abrasivmittel-Zumisch-Einheit, auf der Zugangsebene der Kirche neben dem Eingang platzieren zu können, eines der entscheidenden Auswahlkriterien.
Die Staubfreiheit bei der Schneidbearbeitung war ein weiterer Pluspunkt.

#### U-Boot (Kursk)
Der Unglücksfall des atomar betriebenen sowjetischen Unterseebootes „Kursk“ ist durch die damalige intensive mediale Präsenz vielen Menschen in Erinnerung. Um die verunglückten Seeleute aus dem U-Boot bergen bzw. das U-Boot sicher heben zu können, war es notwendig, 26 Löcher zur Befestigung einer speziellen Hebeausrüstung in den Rumpf zu schneiden. Wie aus Berichten zu entnehmen ist, kam dabei auch ein Wasserabrasivstrahl zum Einsatz. Das genutzte Abrasivmittel, mit dem Hintergrund einer maximalen Schneidleistung, war dem Bericht zufolge Diamantkorn. Aufgrund der Einsatzbedingungen ist davon auszugehenden, dass es sich beim eingesetzten Wasserabrasivstrahl um einen Suspensionsstrahl gehandelt hat.

#### Löschlanze
Ein Löschsystem einer schwedischen Firma arbeitet mit einem Druck von bis zu 300 bar (30 MPa). Das Handhabungssystem – die sogenannte Lanze – wird dabei von den Feuerwehrleuten bis zum Einsatzort getragen und kann dort zum Durchdringen von festen Wandungen (Türen, Wände, Bleche) eingesetzt werden. Das System wird dann eingesetzt, wenn sich ein Feuer in einem verschlossenen Raum (Container, o. ä.) entzündet hat und eine andere mechanische Lösung für den Zutritt nicht realisiert werden kann. Für das Durchschneiden bzw. Durchbohren der Wandung wird WASS eingesetzt, wobei die Abrasivmittelzufuhr sofort nach dem Durchtritt des Strahls auf der Innenseite der Wandung abgestellt werden kann. Dann wird nur noch Wasser durch die Lanze in den Hohlraum gespritzt. Die aufgrund des hohen Druckes kleine Tröpfchengröße sowie die Geschwindigkeit der Tropfen führen zu einem sehr hohen Wärmeaufnahmevermögen. Nach ca. 7 Metern zerfällt der Strahl zu einer Wassertröpfchenwolke. Die Kühl- und somit die Löschwirkung des Systems ist in diesem Abstand am größten.